# David vencedor de Goliat (Caravaggio)
David vencedor de Goliat es un cuadro de Caravaggio, realizado en óleo sobre lienzo, con unas dimensiones de 110,4 cm de alto y 91,3 cm de ancho. Se data hacia 1600 y se conserva en el Museo del Prado desde su inauguración en 1819. 
Se ha pensado que el cuadro fue adquirido por un noble con cercana relación a Caravaggio, hacia 1617, pero no está documentado en las colecciones reales españolas hasta 1781, en la época de Carlos III, cuando se cita en el Palacio del Buen Retiro. 
La pintura muestra un espacio oscuro, y al joven David victorioso, que sostiene la cabeza de Goliat. El tema es extensamente tratado por los artistas, con ejemplos notorios de Tiziano, Orazio Gentileschi o Guido Reni, por ejemplo. Se ha pensado que Caravaggio se autorretrató en este cuadro, en la figura de Goliat, pues tenía la sensación de que moriría en esa forma.
La autoría de la obra fue discutida décadas atrás, y hubo quien la consideró una copia, pero actualmente se considera autógrafa de Caravaggio con seguridad. Una de las pistas que avalan la originalidad es que, vista con rayos X, la pintura desvela un esbozo muy diferente en la cabeza de Goliat: en origen tenía los ojos y la boca más abiertos, en una expresión de sorpresa. Posiblemente a petición del cliente, Caravaggio cambió la expresión de Goliat a otra más discreta, como agonizante.

### Restauración
En septiembre de 2023 la obra fue retirada de su sala para una muy necesaria restauración, centrada en la limpieza de barnices envejecidos que impedían la plena apreciación de su calidad. Tras esta intervención (realizada por Almudena Sánchez, restauradora del Museo del Prado), relativamente rápida y fácil por el buen estado general de la capa pictórica, la obra fue presentada en distinta sala en diciembre del mismo año .